# Paracladoxena
Paracladoxena é um género de coleópteros da família Erotylidae.